# Malý Kamenec
Malý Kamenec este o comună slovacă, aflată în districtul Trebišov din regiunea Košice. Localitatea se află la altitudinea de 98 m deasupra n.m., se întinde pe o suprafață de 5,64 km2 și în 2017 număra 436 de locuitori.

## Istoric
Localitatea Malý Kamenec este atestată documentar din 1358.

## Demografie
| An:                | 1994 | 2004   | 2014   | 2024   |
| ------------------ | ---- | ------ | ------ | ------ |
| Număr de persoane: | 484  | 457    | 445    | 410    |
| Diferență:         |      | −5,57% | −2,62% | −7,86% |

| An:                | 2023 | 2024   |
| ------------------ | ---- | ------ |
| Număr de persoane: | 420  | 410    |
| Diferență:         |      | −2,38% |